# Драган Іван
Іван Драган (нар. 1 лютого 1985, м. Теребовля, Тернопільська область) — український художник.

## Життєпис
Іван Драган народився 1 лютого 1985 року в місті Теребовлі, нині Теребовлянської громади Тернопільського району Тернопільської области України.
Закінчив факультет декоративно-прикладного мистецтва Теребовлянського вищого училища культури (2005), катедру сакрального мистецтва Львівської національної академії мистецтв.

## Творчість
Персональні виставки у містах Теребовлі, Тернополі (2009, 2010), Львові (2009, 2010, 2011, 2012, 2013, 2014, 2015), Києві (2011), Івано-Франківську (2015, 2016), Бережанах (2016), Польщі, Словаччині. Також має збірні виставки в Україні і Туреччині.
Проілюстрував книгу Костянтина Москальця «Поезія Келії».
Учасник львівського творчого гурту «Кактус».